# Consiglio regionale dell'Alvernia-Rodano-Alpi
Il consiglio regionale dell'Alvernia-Rodano-Alpi (in francese Conseil régional d'Auvergne-Rhône-Alpes) è l'assemblea deliberativa della regione francese dell'Alvernia-Rodano-Alpi, collettività territoriale decentrata che agisce sul territorio regionale. Il Consiglio regionale dell'Alvernia-Rodano-Alpi è succeduto al consiglio regionale dell'Alvernia e al consiglio regionale del Rodano-Alpi.

## Storia
Il consiglio regionale dell'Alvernia-Rodano-Alpi è stato creato dalla "legge sulla delimitazione delle regioni, sulle elezioni regionali e dipartimentali e la modifica del calendario elettorale" del 16 gennaio 2015, entrata in vigore il 1º gennaio 2016 che ha fuso i consigli regionali dell'Alvernia e Rodano-Alpi, composti da 47 e 156 consiglieri regionali, rispettivamente, in un unico corpo con 204 consiglieri regionali, a seguito delle elezioni regionali del 6 e 13 dicembre 2015.